# Schizocosa malitiosa
Schizocosa malitiosa är en spindelart som först beskrevs av Albert Tullgren 1905.  Schizocosa malitiosa ingår i släktet Schizocosa och familjen vargspindlar. Inga underarter finns listade i Catalogue of Life.